# Чемпионат Нидерландов по футболу 1899/1900
Чемпионат Нидерландов по футболу 1899/1900 (нидерл. Nederlands landskampioenschap voetbal 1899/1900) — 12-й в истории розыгрыш титула чемпиона Нидерландов по футболу.
В турнире Eerste Klasse приняло участие 13 команд, разбитых на две группы: Восток и Запад.
Победителем Восточной группы стала команда W.V.V. Victoria, а Западной группы ХВВ Ден Хааг.
По итогам они встретились в финале, где победу одержала команда ХВВ Ден Хааг. Это был её третий титул.